# Parahalcampa antarctica
Parahalcampa antarctica är en havsanemonart som beskrevs av Oscar Henrik Carlgren 1927. Parahalcampa antarctica ingår i släktet Parahalcampa och familjen Halcampidae. Inga underarter finns listade i Catalogue of Life.